# Stejarii, Iași
Stejarii (în trecut, Șătrăreni) este un sat în comuna Țigănași din județul Iași, Moldova, România.

## Imagini

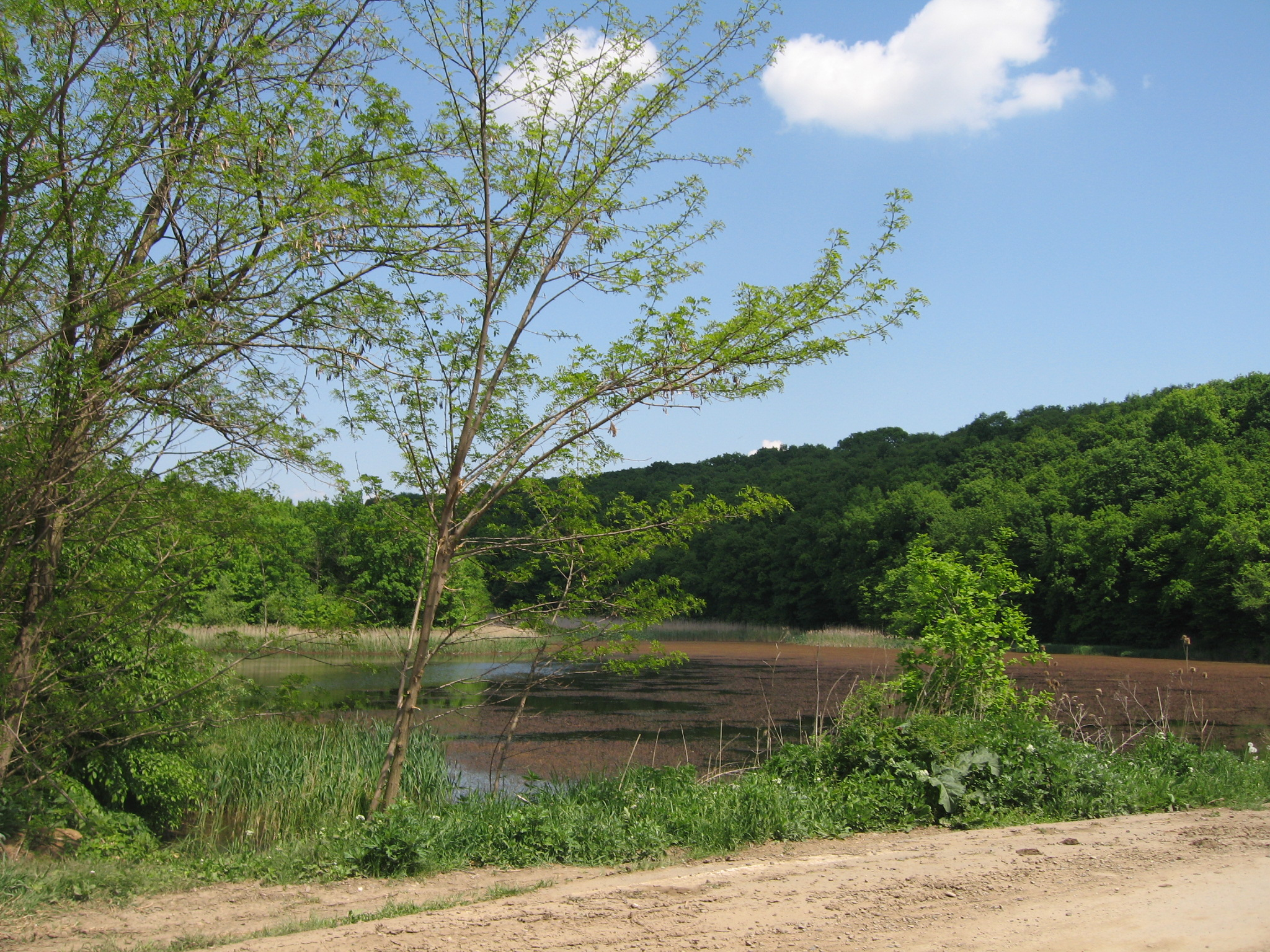
Lacul din pădurea Stejarii
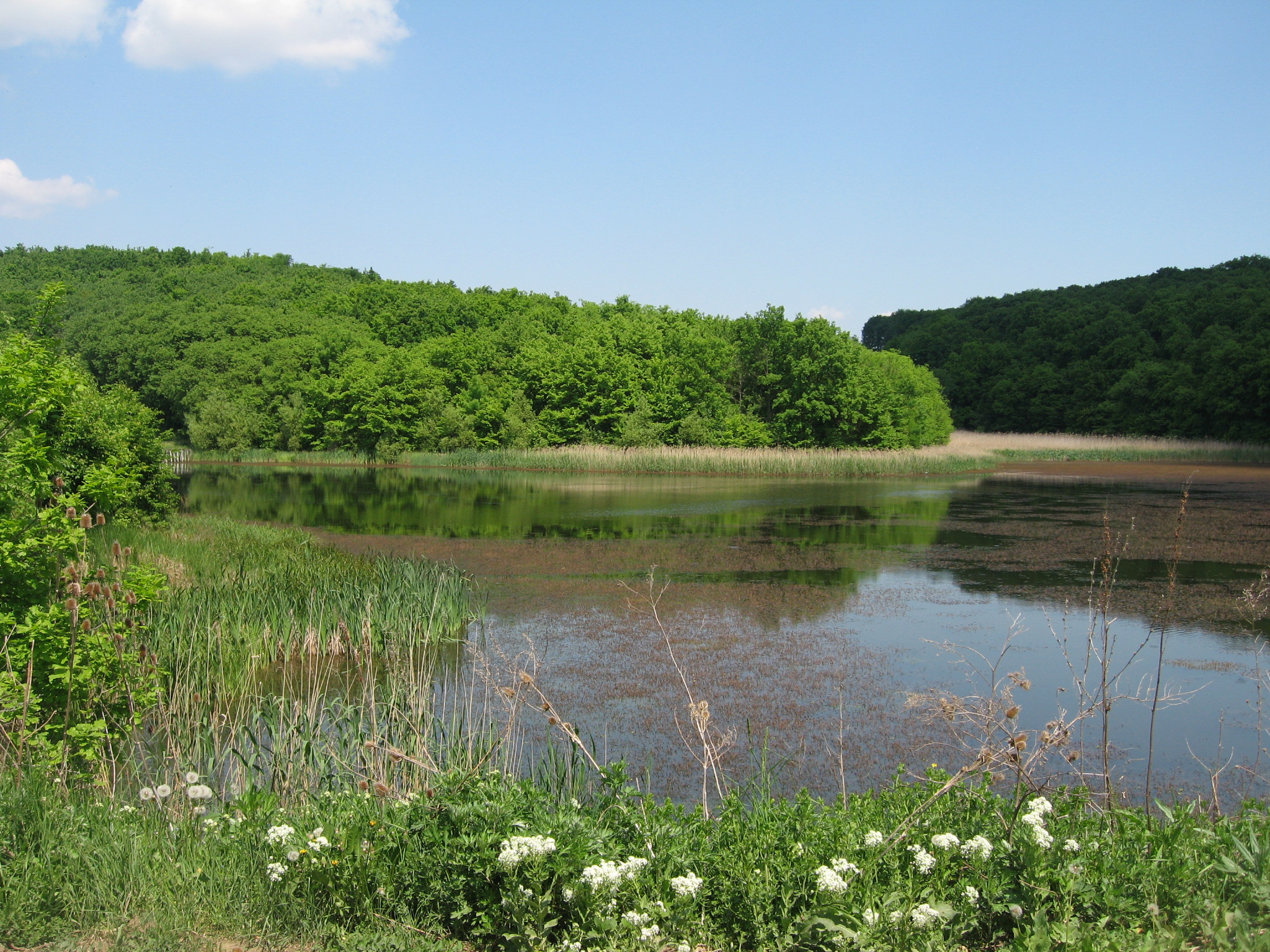
Lacul din pădurea Stejarii
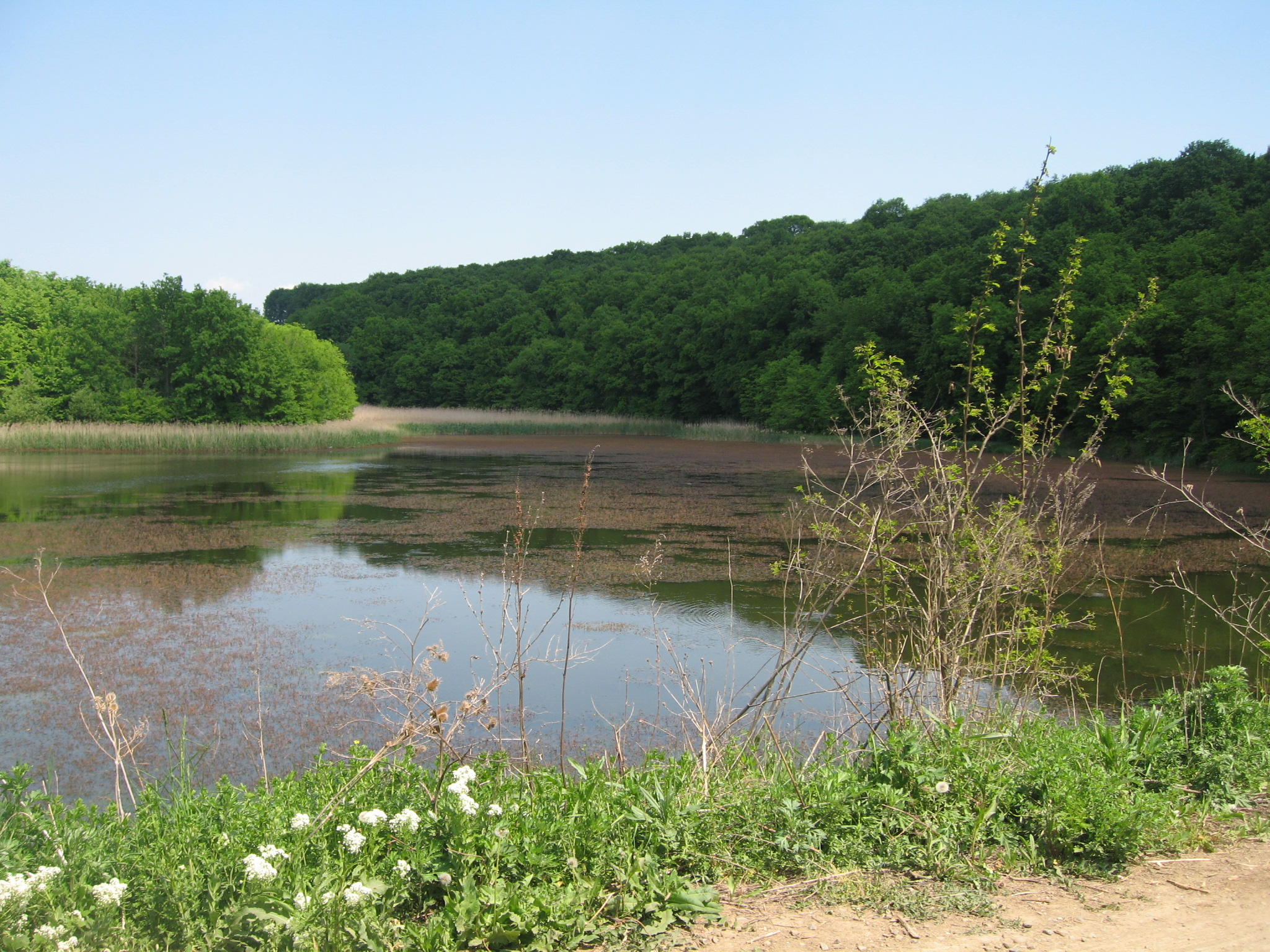
Lacul din pădurea Stejarii
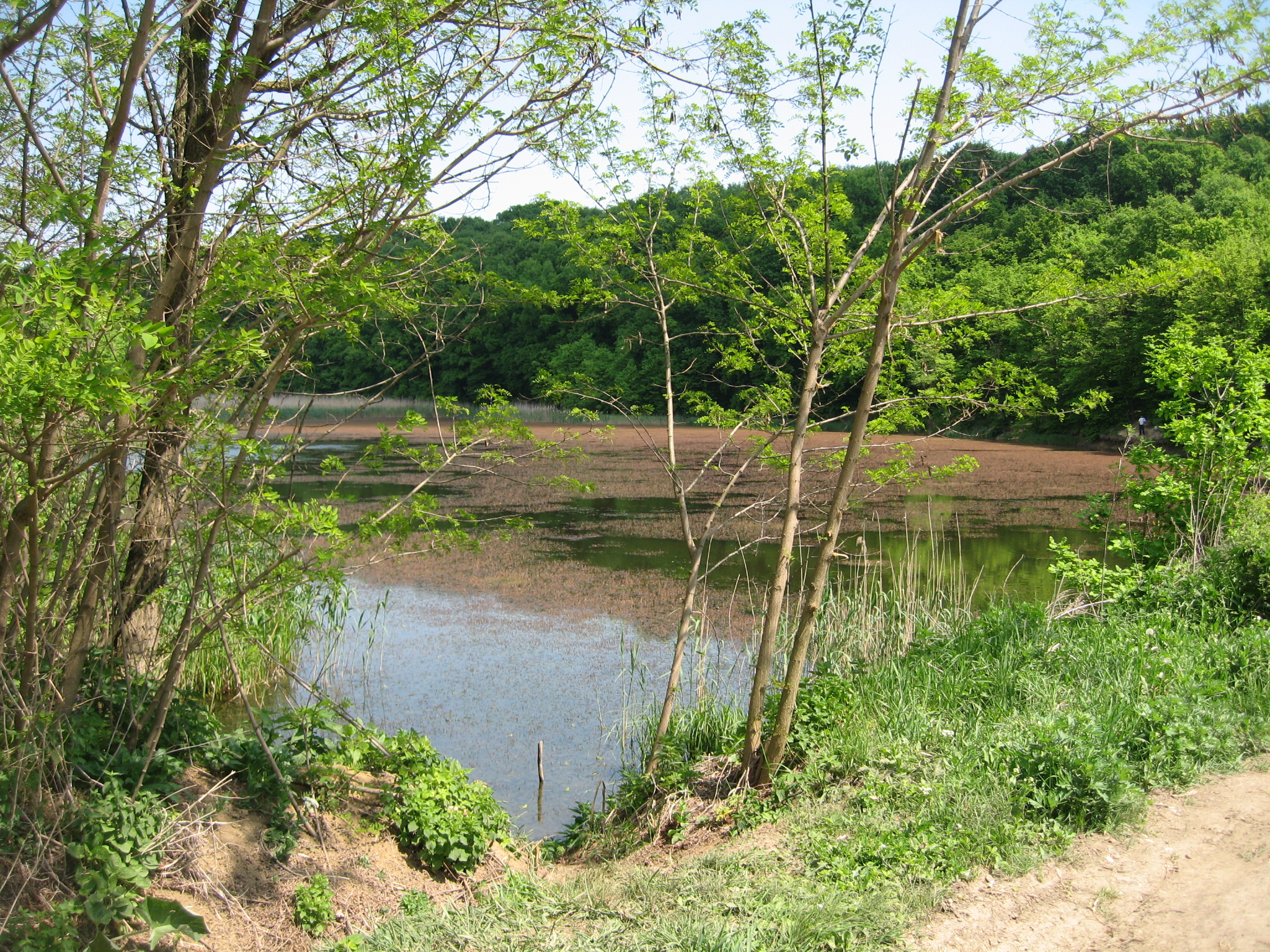
Lacul din pădurea Stejarii